# Jayah Saelua
Jaiyah Tauasuesimeamativa Saelua, nata John "Johnny" Saelua (Leone, 19 luglio 1988), è una calciatrice samoana americana, difensore della Nazionale di calcio delle Samoa Americane.
È la prima calciatrice transessuale della storia a fare parte di una nazionale di calcio.

## Biografia
Ha iniziato a giocare a calcio a 11 anni. Il suo primo allenatore è stato Nicky Salapu, l'uomo famoso per essere stato il portiere durante la partita Australia-Samoa Americane 31-0. Con le Samoa Americane ha giocato la partita vinta per 2-1 contro il Tonga, in quella che è stata la prima, storica, vittoria riconosciuta dalla FIFA per questa selezione.
Saelua insiste nel truccarsi ogni volta che arriva sul campo di calcio. È conosciuta per i suoi attacchi scricchiolanti ed è descritta come una difensore che "non prende prigionieri".
Da quando è diventata la prima giocatrice transgender a giocare in un torneo sancito dalla FIFA, è diventata un'ambasciatrice di essa per l'uguaglianza e gli atleti LGBT. È stata anche nominata alla giuria del Diversity Award della FIFA. Saelua si è anche allenata come arbitro e ha aiutato ad arbitrare delle partite nella sua terra di origine.

## Vita privata
Saelua ha iniziato la sua transizione prima delle Qualificazioni alla Coppa delle nazioni oceaniane 2016. Ha continuato a giocare a calcio dopo la sua transizione, anche ai Giochi del Pacifico del 2019.

## Nei media
Nel film del 2023 Chi segna vince (Next Goal Wins) è presente la storia di Jayah Saelua.